# Katrin Böhme
Katrin Böhme (ur. 16 lutego 1963) – niemiecka lekkoatletka specjalizująca się w biegach sprinterskich i płotkarskich. Reprezentowała Niemiecką Republikę Demokratyczną. 
Na arenie międzynarodowej odniosła następujące sukcesy:
| Rok  | Miejsce | Zawody                      | Konkurencja                                                 | Pozycja     | Wynik                 |
| ---- | ------- | --------------------------- | ----------------------------------------------------------- | ----------- | --------------------- |
| 1981 | Utrecht | mistrzostwa Europy juniorów | bieg na 100 m bieg na 100 m przez płotki sztafeta 4 × 100 m | złoty medal | 11,33 (w) 13,20 43,77 |

Dwukrotna medalistka mistrzostw NRD: złota na stadionie (1979 – sztafeta 4 × 100 m) oraz brązowa w hali (1981 – bieg na 60 m ppł).
Rekordy życiowe: 
- stadion

- bieg na 100 m – 11,36 (20 sierpnia 1981, Utrecht)
- bieg na 100 m przez płotki – 13,20 (21 sierpnia 1981, Utrecht)
- sztafeta 4 × 100 m – 43,77 (23 sierpnia 1981, Utrecht)